# Аристарх Самотракийски
Вижте пояснителната страница за други личности с името Аристарх.
Аристарх (на гръцки: Ἀρίσταρχος) е древногръцки граматик и литературен критик, както и главен библиотекар на Александрийската библиотека.
Автор е на исторически най-значимия разбор на поемите на Омир. Вероятно той и/или неговият предшественик в библиотеката Зенодот Ефески са направли разделянето на „Илиада“ и „Одисея“ на по 24 книги всяка. Заедно с Аристофан от Византия участва в съставянето на Александрийския канон.
Името на Аристарх е нарицателно за критик (Овидий, „Писма от Понта“ III, 9, 24).